# Franck Multon
Pour les articles homonymes, voir Multon.
Franck Multon, né le 30 septembre 1964 à Nice, est un champion de bridge français.

## Biographie
Il apprend le bridge à l'âge de 16 ans, il remporte son premier tournoi important à 17 ans. Il joue ensuite principalement avec son père, puis avec Jean-Jacques Palau, Hervé Mouiel, Christian Mari, Jean-Christophe Quantin, Pierre Zimmermann.
Il se marie avec Catherine, qui lui donne une fille, Laura. Catherine était une bonne joueuse qui s'occupa de leur club niçois, Le colonial, à Nice. Catherine a d'ailleurs été vice-championne de l'épreuve paires dames aux championnats d'Europe 1999.
Le décès de Catherine en 2008 le marque profondément.
À partir de 2007, il travaille avec Pierre Zimmermann auquel il sert de partenaire et qu'il aide à améliorer le niveau de bridge. Il adhère au projet monégasque de Zimmermann et a transféré sa résidence à Monaco.

## Palmarès
Il a gagné les compétitions suivantes :
- Bermuda Bowl 1997, avec Marc Bompis, Alain Lévy, Christian Mari, Hervé Mouiel et Henri Szwarc (Tunisie)[3] ;

- Tournoi Transnational Open en équipes 2007 (Shanghai) et 2009 (Sao Paulo) ;

- Olympiade par équipes 1996 (Rhodes) ;

- Championnat nord-américain de bridge :
  - Reisinger 2012 et 2013,
  - Spingold 2011 et 2012,
  - Vanderbilt 2010 ;

- Championnats de bridge européens[4],[5] :
  - Championnat par équipes junior 1988 (Plovdiv),
  - Championnat par équipes mixte 2011 (Poznań),
  - Championnat par équipes open 2012 (Dublin).